# Regreso al Camino del Sur
Regreso al Camino del Sur fue un programa de radio de la cadena española esRadio, presentado y dirigido por el locutor César Vidal y que se emitió en las noches del sábado desde las 22:30 hasta las 00:30 horas entre 2009 y 2012. Anteriormente, el programa lo emitía la cadena COPE y se titulaba Camino del Sur.

## Historia
Tras la marcha de César Vidal de la Cadena COPE y la creación del proyecto radiofónico esRadio junto a los periodistas Federico Jiménez Losantos y Luis Herrero, el antiguo programa Camino del Sur de la COPE, presentado por el propio César Vidal, pasa a esta nueva cadena con el nombre de Regreso al Camino del Sur que mantendrá la misma estructura que el antiguo programa, aunque se han prometido novedades.

## Camino del Sur
En su primera temporada, el programa incluía las siguientes secciones:
- Presentación: a cargo del tema Alabama Song de Allison Moorer, que sirve de sintonía al programa, y al cual siguen varias canciones presentadas históricamente por César Vidal.
- Lo contaron así: con una selección de canciones que relatan historias típicamente sureñas.
- El cine del Sur: en el que Mónica Villalaín presenta una película previamente seleccionada por Galina Kalinnikova y de la que César Vidal relata anécdotas de su rodaje, de sus actores o de su banda sonora.
- El libro del Sur: un relato narrado por Abigail Tomey y extraído de libros de autores sureños como William Faulkner, Mark Twain, John Kennedy Toole o Carson McCullers.
- Mi canción sureña: con un invitado que selecciona su canción sureña favorita.

A lo largo de todo el programa, como nexo entre las distintas secciones, se incluyen canciones de autores de la talla de Elvis Presley, Jerry Lee Lewis, Chuck Berry, Louis Armstrong, Kenny Rogers, Johnny Cash y Nat King Cole, así como referencias a la historia y la cultura del sur de los Estados Unidos.
A partir de su segunda temporada, y debido a la reducción de horario, tan sólo se mantuvieron las secciones "El cine del Sur" y "El libro del Sur".

## Equipo
- César Vidal
- Galyna Kalinnikova
- Abigail Tomey
- Mónica Villalaín
- Isaac Jiménez